# Gruppo Randa
Gruppo Randa è un singolo del gruppo musicale italiano Finley, pubblicato il 13 novembre 2009 come secondo estratto dal primo EP Band at Work.

## Video musicale
Il videoclip è stato diretto da Gaetano Morbioli.

## Tracce
1. Gruppo Randa – 3:19

## Formazione
- Marco "Pedro" Pedretti – voce
- Carmine "Ka" Ruggiero – chitarra, voce
- Stefano "Ste" Mantegazza – basso, voce
- Danilo "Dani" Calvio – batteria, voce